# Еволюційна психологія
Еволюційна психологія (англ. evolutionary psychology) — новітній напрямок сучасної психології, що активно розвивається у XXI столітті. Займається вивченням видоспецифічних психологічних особливостей людини як представника виду людина розумна.
Напрям виник на стику різних галузей і областей наукового знання: антропологія, соціобіологія, етологія, психологія, генетика.

## Методи
Методи еволюційної психології включають класичні методи психологічних досліджень, порівняльний аналіз, перш за все, поведінкових патернів між різними видами тварин і людини, а також моделювання.

## Історія
Окремі психологічні дослідження фрагментарного характеру, що використовують як методологію еволюційний підхід, стали з'являтися ще наприкінці 1970-x — початку 1980-х років і присвячувались переважно вивченню психологічних механізмів, що забезпечують універсальні психологічні «риси».
До числа таких «рис» належать: дитяча боязнь гучних звуків, темряви, примар, незнайомців; характерні прояви таких емоцій як гнів, заздрість, любов, пристрасть; суперництво в шлюбній поведінці і специфічні уподобання під час вибору шлюбного партнера; вірність і підтримання родових традицій, альтруїзм і любов родичів; заборона на інцест; гра; обман; вірність у шлюбі і тимчасові сексуальні зв'язки; помста за вчинене насильство; санкції проти злочинних угрупувань та їх членів; релігійні церемонії і обряди; статусні відмінності, боротьба за соціальний статус і психологічні зусилля, спрямовані на підтримку статусу і репутації; гумор; гендерні відмінності і гендерні стереотипи; сексуальна привабливість і сексуальна скромність; стандарти привабливості та краси; ревнощі; виробництво знарядь праці і знарядь убивства; створення протиборчих коаліцій; колективізм та багато іншого.
У другій половині 80-х років XX століття стали з'являтися комплексні масштабні дослідження в галузі еволюційної психології та індивідуальних відмінностей. Одне з найцікавіших з них, присвячене дослідженню стратегій шлюбної поведінки та ревнощів, організував та провів американський учений Девід Басс.

У ході цього дослідження (дані збиралися з різних джерел: самооцінка, оцінка партнерів, оцінка незалежності експерта) виявлено, що така базова особистісна характеристика, як емоційна стабільність, є найбільш значущою рисою, яка показує суттєвий вплив на побічні прояви ревнощів. Так, жінки оцінили цю рису як «важливу в своєму партнерстві» на 2,68 (з «3» можливих балів), чоловіки оцінили цю рису на 2,47 (також із «3» балів).
Крім того, встановлено, що індивідуальні відмінності в емоційній стабільності значною мірою обумовлюють індивідуальні відмінності в стратегіях шлюбної поведінки партнерів. Причому провідна роль у формуванні відмінностей в еволюційно стабільних стратегіях шлюбної поведінки належить видоспецифічним механізмам ревнощів, які істотно відрізняються у представників обох статей. Внаслідок дії цих механізмів чоловіки в усьому світі відчувають ревнощі в тих випадках, коли їхня партнерка займається сексом з кимось ще, жінки ж ревнують тоді, коли партнер емоційно прив'язується до іншої. Причому сам факт згадки про подружню зраду завжди супроводжувало посилення серцебиття, що вказало на наявність зв'язку психологічних механізмів ревнощів з механізмами фізіологічними.
— D.M. Buss: Strategic individual differences: The evolutionary psychology of selection, evocation, and manipulation / Twins as a tool of behavior genetics. — West Sussex, England. 1993
У кінці 1990-х років побачив світ перший навчальний посібник з еволюційної психології, авторами якого були Джон Тубі і Леда Космідес,, які очолюють (станом на грудень 2020 року) провідний науково-дослідний Центр еволюційної психології.
В останнє десятиліття ідеї еволюційної психології поширились не тільки в США, але й у Канаді та Австралії.
Сучасні дослідження в галузі еволюційної психології докладно висвітлює спеціалізоване видання — журнал «Еволюційна психологія» ISSN 1474-7049.

## Професійні об'єднання
- Центр еволюційної психології в Санта-Барбарі[3]
- Професійна спільнота дослідників поведінки людини та еволюції суспільства[5]
- Центр когнітивної та еволюційної психології
- Лабораторія еволюційної психології та індивідуальних відмінностей[6]
- Північно-східне товариство еволюційної психології[7]